# Sufragio femenino en Ecuador
El sufragio femenino en Ecuador fue garantizado en la Constitución de 1929, convirtiendo a Ecuador en el primer país de América Latina en dar a las mujeres el derecho al voto. El cambio constitucional se dio luego de que la doctora Matilde Hidalgo solicitara votar en las elecciones legislativas de 1924. La solicitud fue aceptada por el Consejo de Estado, convirtiéndola a su vez en la primera mujer de América Latina en votar en una elección nacional.
Para las elecciones generales de 2017 el número de mujeres votantes alcanzó 5.427.261, mientras que los hombres fueron 5.206.173.

## Historia
Hasta 1884, ninguna de las Constituciones de Ecuador hacía referencia al género de las personas al establecer los requisitos para gozar de los derechos de ciudadanía, aunque no existieron casos de mujeres que intentaran votar. La Constitución de 1884 fue la primera en introducir una limitación en cuanto al género de la persona, estableciendo que gozaban de derechos de ciudadanía sólo "los varones que sepan leer y escribir y hayan cumplido 21 años o sean o hubieren sido casados". La inclusión de la restricción nació del debate mismo sobre la posibilidad de que las mujeres intentaran ejercer el voto, con la mayoría conservadora en la Asamblea imponiendo su posición.
La Constitución de 1897, elaborada por una Asamblea marcadamente liberal, retiró toda referencia al género en lo que respecta al acceso a la ciudadanía, además de haber puesto énfasis en mejorar la condición de las mujeres en la sociedad. El diario de debates de la Asamblea incluye la siguiente anotación, fechada 3 de junio de 1897: "En los primeros días de la convención se ha hecho mucho por mejorar la condición de la mujer al habérsele concedido derechos de ciudadanía, quedando en aptitud de ejercer cualquier cargo público, inclusive el de ministro de estado". Sin embargo, aunque en teoría las mujeres contaban con todos los derechos de ciudadanía, era comúnmente aceptado en la época que su ejercicio podía ser restringido en el ámbito electoral.

### Matilde Hidalgo

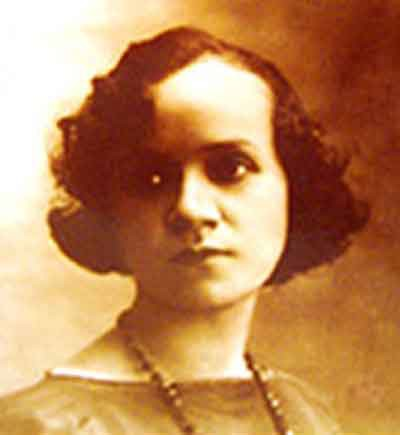
Matilde Hidalgo

Durante la etapa de empadronamiento para las elecciones legislativas de 1924, Matilde Hidalgo, quien era conocida por haber sido la primera mujer ecuatoriana en haber completado sus estudios secundarios y la primera médica (graduada en 1921 en la Universidad Central del Ecuador), intentó inscribirse en la ciudad de Machala para votar en las elecciones, pero los funcionarios encargados lo impidieron por su condición de mujer.
Hidalgo realizó una solicitud formal y usó como argumento el texto de la Constitución de 1897, que no contenía restricciones en cuanto a género para gozar de derechos de ciudadanía. Su solicitud fue elevada hasta el Consejo de Estado, que finalmente le dio la razón y le permitió votar en las elecciones del 10 de mayo de 1924, lo que la convirtió en la primera mujer de América Latina que pudo votar en una elección nacional.
El Consejo de Estado ofreció tres tipos de argumentos para aceptar la solicitud de Hidalgo: de tipo legal, social y moral. En el aspecto legal señaló el texto de la Constitución de 1897, aseverando, en palabras del entonces Ministro de Gobierno Francisco Ochoa Ortiz: "no hay prohibición legal para que las mujeres se inscribieran en los Registros electorales; y que, por consiguiente, la referida señora debe ser inscrita como lo había solicitado en uso de su derecho". En el ámbito social recalcó la posición de las mujeres como parte de la sociedad y la posibilidad que les otorgaba la ley en casos puntuales de ser las guardianas del patrimonio familiar. Los argumentos morales se basaron en la opinión del Consejo de que el permitir votar a las mujeres elevaría el espíritu público del país y que tal vez se desempeñarían mejor que los hombres en las obligaciones cívicas.
El hecho fue recogido en la primera plana de la edición del 5 de mayo de 1924 del diario guayaquileño El Universo, donde se exaltó la trayectoria de Hidalgo y se la calificó como "una de nuestras cumbres más elevadas en la cordillera de la mentalidad femenina del Ecuador". Diario El Telégrafo también apoyó la decisión del Consejo de Estado, aunque otros editorialistas de El Universo se mostraron en contra del sufragio femenino. En Quito, el diario El Día se mostró a favor del dictamen, mientras que El Comercio se mostró en contra.
La mayoría de editoriales con voces opuestas al voto femenino basaron su posición aseverando que las mujeres "no estaban preparadas" para ejercer el voto, o que no debían mezclarse en la política pues "el hogar perdería su rumbo y se corrompería". También abundaron mensajes de intención jocosa en que se mencionaba a hombres encargados del hogar por la ausencia de sus esposas.

### Constitución de Ecuador de 1929
El debate público que tuvo lugar a raíz del caso de Matilde Hidalgo llevó a que la Asamblea de 1928, también de mayoría liberal, garantizara el sufragio femenino dejando fuera cualquier duda. El artículo 13 de la Constitución, promulgada el año siguiente, estableció que es ciudadano todo ecuatoriano "hombre y mujer, mayor de 21 años y que sepa leer y escribir".
En los meses siguientes los partidos políticos iniciaron campañas para promover la inscripción de mujeres en los registros electorales. El Partido Conservador logró atraer a la mayor cantidad de mujeres, aseverando en un comunicado que "lejos de ser perjudicial el voto femenino, contribuiría a moralizar los comicios". El Partido Liberal basó su estrategia en recordar que fue la Asamblea dominada por miembros de su partido la que les otorgó el sufragio a las mujeres.

### Intento de abolición
Durante la redacción de la Constitución de Ecuador de 1937, el jurista Luis Felipe Borja propuso eliminar el reconocimiento explícito del voto femenino, aseverando que el tema debía ser definido en la ley electoral y que la condición de ciudadano no habilitaba por sí sola el derecho al voto. José María Velasco Ibarra se opuso a éste y otros intentos de reducir el padrón electoral en el texto constitucional. Borja aseveró que permitir a las mujeres votar equivalía a invitar a votar "al clérigo".
La postura de Borja fue fuertemente rechazada en círculos liberales de Guayaquil, aunque tuvo cierto eco en Quito, con varios pensadores y editorialistas señalando la supuesta falta de autonomía de las mujeres como razón para prohibirles votar. A favor de la restricción del voto femenino se presentaron incluso reconocidas mujeres de tendencia liberal. La feminista Rosa Borja de Ycaza, por ejemplo, aseveró durante el debate público que el derecho al voto no era tan importante pues "el voto de la mujer sin preparación cívica, sólo sirve de instrumento ciego en las grandes orientaciones nacionales."
La ley electoral finalmente no incluyó restricciones al sufragio femenino, y las autoridades aclararon que las mujeres podían seguir votando libremente.

## Participación política de la mujer

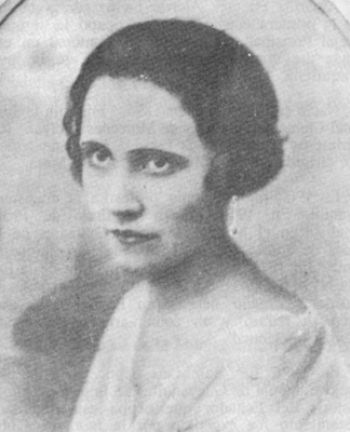
Amarilis Fuentes

Luego del precedente establecido por Matilde Hidalgo en cuanto al sufragio femenino, varias mujeres de la Región Costa empezaron a participar en procesos electorales. En las elecciones cantonales de diciembre de 1924 una mujer fue elegida concejala suplente de Guayaquil. Sin embargo, la Revolución Juliana del año siguiente cesó los recién elegidos concejos municipales. Tomando en cuenta este hecho, la Junta Provisional de Gobierno decidió designar a la educadora Amarilis Fuentes en agosto de 1925 como concejala de Guayaquil, lo que la convirtió en la primera mujer ecuatoriana en ocupar una concejalía.
En las elecciones de 1930, con el sufragio femenino ya garantizado, Matilde Hidalgo y Bertha Valverde fueron elegidas concejalas de Machala y de Guayaquil, respectivamente, convirtiéndolas en las primeras ecuatorianas electas a un cargo de elección popular. Para las elecciones de ese año se habían inscrito como votantes 9.600 mujeres en la Región Sierra y 2.455 en la Región Costa (de las cuales 56 eran de Machala y 770 de Guayaquil). Dos años después la cifra total de mujeres inscritas se había elevado a 24.610, lo que representaba un 12% del electorado.
Hasta 2020, solo seis mujeres habían participado como candidatas a la presidencia de Ecuador: Rosalía Arteaga y María Eugenia Lima en las elecciones de 1998, Ivonne Baki en las elecciones de 2002, Cynthia Viteri en las elecciones presidenciales de 2006 y de 2017, y Martha Roldós y Melba Jácome en las elecciones de 2009.